# Camelomantis parva
Camelomantis parva es una especie de mantis de la familia Mantidae.

## Distribución geográfica
Se encuentra en Malasia.